# Borgarlína
Als Borgarlína („Stadtlinie“, auch englisch Reykjavik City Line) wird ein Projekt zur Einführung eines regionalen Nahverkehrstransportsystems in der isländischen Hauptstadt Reykjavík bezeichnet. Geplant ist ein Bus-Rapid-Transit-System (BRT), das möglicherweise zu einem späteren Zeitpunkt zu einer Stadtbahn ausgebaut werden soll. Im Hauptstadtgebiet von Reykjavík leben knapp 250.000 Menschen. Dieser einzige Ballungsraum des Inselstaates soll durch die Borgarlína eine bessere Nahverkehrsanbindung erhalten.

## Hintergrund

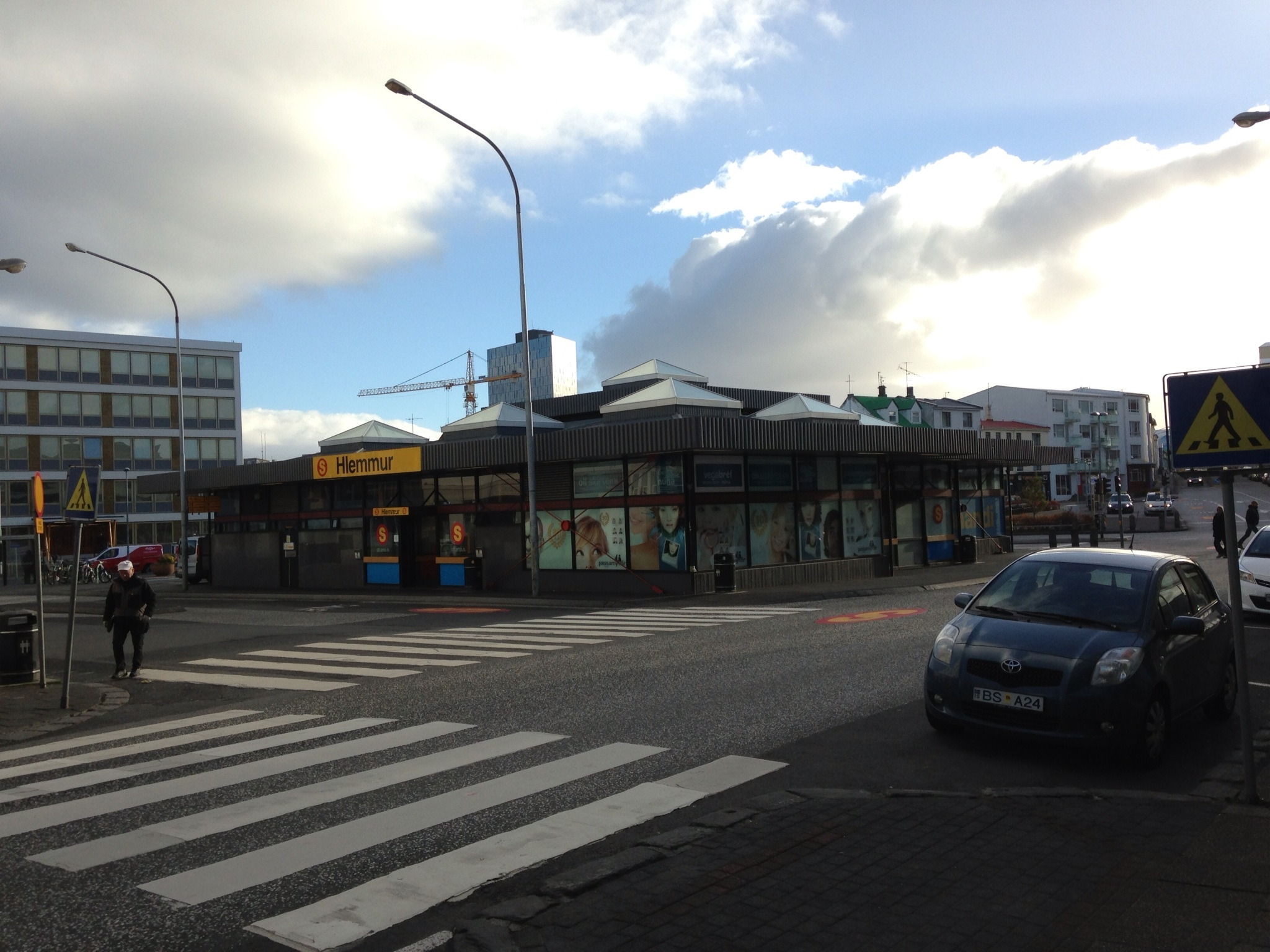
Busbahnhof Hlemmur

Island ist das Land mit der niedrigsten Bevölkerungsdichte Europas und einer der niedrigsten der Welt. Die Bevölkerung von knapp 400'000 Einwohnern konzentriert sich dabei in der Hauptstadtregion um Reykjavík, wo etwa 64 % der Einwohner des ganzen Landes leben (Stand 2023). Schienenverkehr in Island gibt es aktuell nicht. Der öffentliche Personenverkehr im Land basiert im Nahverkehr auf Bussen, für weitere Strecken gibt es Flug- und Fernbusverbindungen, jedoch nimmt der PKW eine herausragende Stellung ein; so ist Island eines der Länder mit der höchsten PKW-Dichte der Welt. Die Stadt Reykjavík möchte bis 2040 CO2-neutral sein. Unter anderem darum und für einen flüssigeren Verkehr in Reykjavík ist seit längerem ein regionales Nahverkehrstransportsystem geplant, mit dem das Angebot gegenüber dem bestehenden Busnetz von Strætó verbessert werden soll.

## Liniensystem
Das geplante Netz besteht aus sechs Linien, diese sollen alle in der Innenstadt eine gemeinsame Trasse nutzen, welche vom Hlemmur über den Platz Lækjartorg, die Universität von Island (HÍ) und den meistfrequentierten Fernbusbahnhof Islands, BSÍ, zur nationalen Universitätsklinik Landspítali verläuft. Hier sollen sich die Linien wieder trennen.

## Planungen
2015 einigten sich die Gemeinden, die den Hauptstadtbereich Reykjavík bilden, auf eine Zusammenarbeit bei der Entwicklung und dem Bau eines neuen Stadtbahn- oder Bus-Schnellverkehrssystems, das alle wichtigen Punkte der Gemeinden verbindet. Die Gemeinden bilden seit 1976 den Verband Samtök Sveitarfélaga á Höfuðborgarsvæðinu (SSH). SSH war führend bei der Planung und Entwicklung der Reykjavik City Line und es wurde davon ausgegangen, dass das Projekt 2018 zur Ausschreibung bereit sein würde. Es wurde mit einer Bauzeit von 24 bis 36 Monaten gerechnet.
Die Gesamtkosten wurden zu diesem Zeitpunkt auf 63 bis 70 Milliarden ISK geschätzt. Es war geplant, das System in verschiedenen Schritten aufzubauen. Die Streckenführung sollte im Laufe des Sommers 2015 entschieden werden, der erste Schritt der Vorbereitungen sollte 2018 abgeschlossen sein. Die elektrischen Züge sollten während der Hauptverkehrszeit mit einer geplanten Frequenz von 5 bis 7 Minuten verkehren. Dieses Stadtbahnsystem, das nicht vor 2040 fertiggestellt sein sollte, wird nach Kenntnisstand 2024 nicht mehr weiter verfolgt.

## Pro und Kontra einer Stadtbahn
Zahlreiche Politiker, Parteien und private Initiativen setzen sich für die Einführung eines Stadtbahnsystems ein. Dieses soll einerseits dem innerstädtischen Nahverkehr in Reykjavík dienen, andererseits auch der Anbindung der Hauptstadt an die Umlandgemeinden sowie an den Flughafen Keflavík.

### Befürworter
Die Befürworter, unter anderem die Links-Grüne Bewegung, argumentieren mit verbesserter Infrastruktur durch eine Stadtbahn. Weitere Vorteile sind die geringere Feinstaubbelastung und weniger Lärm durch motorisierten Individualverkehr sowie verbesserter Klimaschutz und verringerte Abhängigkeit von eigenen Kraftfahrzeugen.
Für den Tourismus wäre die Stadtbahn ein Vorteil, weil fast alle am Flughafen Keflavík ankommenden Fluggäste als erstes Ziel die Stadt Reykjavik haben. Die Stadtbahn könnte zudem eine Verknüpfung zweier Verkehrsträger im Fernverkehr zwischen dem Flughafen und dem Skarfabakki Cruise Terminal sein.

### Gegner
Die Gegner argumentieren mit den Kosten für den Bau, da die Zahl der Nutzer des öffentlichen Personenverkehrs sowohl im Nahbereich als auch im Fernverkehr auf Island verschwindend gering sei. Lediglich Schüler, Ruheständler, welche aufgrund des hohen Alters kein Auto mehr fahren können sowie Touristen, die preisgünstige Stadtrundfahrten mit den öffentlichen Stadtbussen durchführen, wären die Zielgruppe für eine Bahn.
Ein weiteres Argument ist, dass die auf Island üblichen herrschenden Witterungsbedingungen im Winter zu Beeinträchtigungen des Stadtbahnverkehrs führen könnten. In anderen nordischen Städten wie Oslo, Stockholm und Helsinki hat sich jedoch gezeigt, dass Schienenverkehrsmittel mehr Sicherheit bieten, auch bei Glatteis oder Blitzeis.
Im Masterplan 2001–2024 von Reykjavík wurden Ideen für den schienenbasierten öffentlichen Nahverkehr innerhalb der Stadt vorgestellt. Es wurden drei Routen vorgeschlagen, die zum Einkaufszentrum Kringlan führen. Es wurden verschiedene Routen betrachtet, die gut in den Straßenraum im Stadtzentrum passen würden, aber auch durch Tunnel um Kópavogsháls und vom Gebiet um Kringlan nach Vatnsmýri geführt werden müssten. Die mit der Durchführung einer Machbarkeitsstudie beauftragten Berater kamen zu dem Schluss, dass die Durchführung solcher Projekte aufgrund der dünn besiedelten Gegend nicht rentabel sei. In dieser Studie wurde jedoch nur die Kostenwirksamkeit bewertet und nicht andere makroökonomische Auswirkungen, wie etwa die Nutzung heimischer Energie und eine Verbesserung der öffentlichen Gesundheit.

## Neuplanung 2019
Der Staat und sechs Gemeinden im Hauptstadtgebiet, Garðabær, Hafnarfjörður, Kópavogur, Mosfellsbær, Reykjavík und Seltjarnarnes, haben 2019 eine Vereinbarung über die Entwicklung der Verkehrsinfrastruktur und des öffentlichen Nahverkehrs im Hauptstadtgebiet für die nächsten 15 Jahre unterzeichnet.
Die Gesamtfinanzierung der Verkehrsprojekte in der Region beträgt im Berichtszeitraum 120 Mrd. ISK. Der Staat wird 45 Mrd. beisteuern, die Kommunen 15 Milliarden. Es wird davon ausgegangen, dass die Sonderfinanzierung 60 Mrd. ISK umfassen wird. Es wird bei der Überprüfung der Gebühren für Fahrzeuge und Verkehr im Zusammenhang mit dem Energieaustausch oder durch direkte Spenden beim Verkauf von Staatsvermögen sichergestellt.
In diesem Zeitraum werden 52,2 Mrd. in Hauptstraßen, 8,2 Mrd. in Geh- und Radwege, Fußgängerbrücken und Unterführungen sowie 7,2 Mrd. in ein verbessertes Verkehrsmanagement und spezifische Sicherheitsmaßnahmen investiert. Bei der endgültigen Umsetzung der Arbeiten wird besonderes Augenmerk auf die Anbindung angrenzender Fernstraßen wie von Sundabraut an die Fernstraßen der Hauptstadtregion gelegt.
49,6 Mrd. sind für die Infrastrukturplanungen und den öffentlichen Verkehr von Borgarlína in diesen Planungen enthalten.
Für die Projekte und deren Finanzierung wird eine Gesellschaft im Besitz von Land und Kommunen gegründet. Der Staat verpflichtet sich, dem Unternehmen rin Grundstück in der Nähe von Keldum zur Verfügung zu stellen. Die Gewinne aus seiner Entwicklung werden in den Ausbau der Verkehrsinfrastruktur im Hauptstadtgebiet fließen.

## Phase 1
Borgarlína zielt darauf ab, als Bus-Rapid-Transit-System (BRT) Abschnitte der bestehenden Straßeninfrastruktur mit langen Abschnitten eigener Fahrspuren für den öffentlichen Verkehr aufzuwerten. Die Fahrspuren von Borgarlína sind ausschließlich für Fahrzeuge des öffentlichen Nahverkehrs (und Rettungsdienste) vorgesehen. Diese eigenen Fahrspuren sollen in einer weiteren Phase die Trasse für die zukünftige Stadtbahn bilden.
Die erste Phase von Borgarlína umfasst den Bau einer Brücke über die Bucht von Fossvogur, der 2024 abgeschlossen werden soll. Die Brücke ist ausschließlich für Fahrzeuge des öffentlichen Nahverkehrs, Radfahrer und Fußgänger vorbehalten.
Der Bau der ersten Phase der Reykjavíker Schnellbuslinie Borgarlína hat sich jedoch durch die Corona-Pandemie verzögert. Dem aktualisierten Zeitplan zufolge soll der erste Abschnitt der Linie 2026 in Betrieb gehen und nicht wie ursprünglich geplant 2025. Die aktualisierten Pläne sehen vor, dass in der ersten Phase der Hamraborg-Miðborg-Tunnel im Jahr 2026 und der Ártúnshöfði-Miðborg-Tunnel im Jahr 2027 fertig sein sollen.
Für die Phase 1 werden 18 Meter lange Stadtbusse beschafft. Die elektrischen Gelenkwagen bieten Platz für 125 Fahrgäste und haben stufenlose Zugänge. Die Wagen werden größtenteils auf Sonderspuren fahren und haben an Kreuzungen Vorrang, was kürzere Fahrzeiten ergeben wird.
Sie sollen im Normalbetrieb im Stundentakt verkehren, in der Hauptverkehrszeit jedoch alle 7 bis 10 Minuten.